# Серая крыса
Се́рая кры́са, паcю́к, ры́жая кры́са, амба́рная кры́са (лат. Rattus norvegicus), — млекопитающее рода крыс отряда грызунов. Синантропный, космополитный вид. Научное название Rattus norvegicus — норвежская крыса — этот вид получил по недоразумению: давший его английский натуралист Джон Беркенхаут (англ. John Berkenhout, 1769 год) посчитал, что крысы попали в Англию на норвежских кораблях в 1728 году, хотя на деле в то время в Норвегии серых крыс ещё не было, и мигрировали они, возможно, из Дании.

## Этимология
Второе русское наименование животного, пасюк, доподлинно неизвестного происхождения. Близкородственные наименования данного животного также присутствуют и в других восточнославянских языках (укр. пацюк, бел. пац, пацук).
Макс Фасмер в своём фундаментальном этимологическом словаре русского языка предполагает, что лексема «пасюк/пацюк» происходит от звукоподражательного «пацю-пацю», которым подзывали свиней, поскольку её второе значение — «поросёнок». В свою очередь, комментатор фасмеровского словаря, Олег Трубачёв, на этом основании предполагает, что именно значение «поросёнок» было для данного слова изначальным и лишь впоследствии оно было перенесено на серую крысу.

## Внешний вид

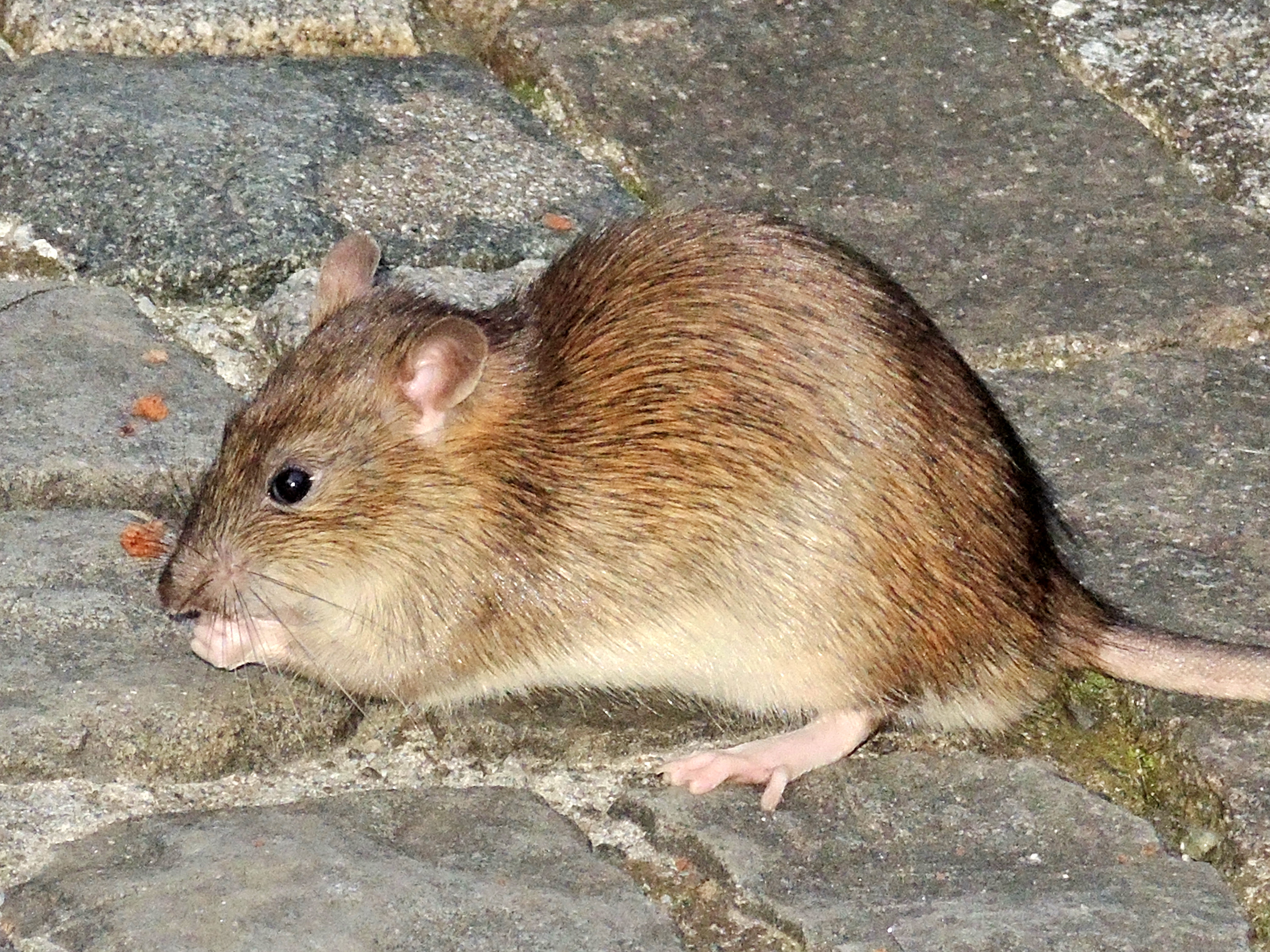

Самая крупная крыса фауны России: длина тела 17—25 см (без хвоста), встречались более крупные экземпляры около 40 см, масса 140—500 г. Хвост всегда короче тела, до 19,5 см длиной. Морда слегка вытянутая и широкая; ушная раковина небольшая. Окраска меха не серая, а серо-бурая, как у агути. Среди основной массы волос выделяются более длинные и блестящие остевые волосы. Мех на брюшке состоит из белых с тёмными основаниями волос. Граница между окраской боков и брюшка обычно хорошо выражена. Молодые крысы почти серые; с возрастом в окраске усиливается рыжина. Изредка встречаются особи чёрной окраски (так, в Москве один чёрный пасюк приходится на 1000—2000 особей). Одомашненные крысы обычно белые или пёстрые (чёрно-белые), выведено несколько цветовых вариаций. Череп животного отличается от черепов других крыс почти прямыми теменными гребнями. В кариотипе 42 хромосомы.

## Распространение
В настоящее время серые крысы встречаются на всех континентах планеты. От них полностью свободны только полярные и приполярные области, Антарктида; в тропическом поясе распространены мозаично. Расселение крыс продолжается до сих пор; так, до 1950-х гг. они не водились в провинции Альберта (Канада) и сейчас встречаются там крайне редко, за исключением крыс, завезённых для исследовательских целей.
Родина серой крысы предположительно находится в Восточной Азии. В плейстоцене похолодание и наступающие ледники изолировали популяцию крыс на востоке нынешнего Китая. С востока и юга территория их обитания оказалась ограничена морями, с юго-востока — горными тропическими лесами Индокитая, на западе — пустынными плоскогорьями Центральной Азии, а на севере — обширными ледниками Сибири. Из-за этих природных барьеров расселение серых крыс началось только в голоцене с наступлением потепления. Их естественное расселение по долинам рек шло очень медленно, и за 13 000 лет крысы не проникли северней Алтая, Забайкалья и южного Приморья.
Завоевать мир серым крысам удалось благодаря пассивному расселению, в основном на морских судах. Так, на полуострове Индостан они появились не ранее I в. до н. э. Оттуда в VII—XV вв. завозились арабскими мореплавателями в порты Персидского залива, Красного моря, Восточной Африки. Но только на рубеже XV—XVI вв., когда зародилась морская торговля Европы с Индией, началось бурное переселение крыс в более благоприятные климатические и хозяйственные условия Европы. К 1800 году серые крысы встречались уже в каждой европейской стране; в Новом Свете появились в 1770-х гг. Из Европы также были завезены на побережье Африки, в Австралию и Новую Зеландию. В настоящее время пасюк являются доминирующим представителем рода крыс в Европе и Северной Америке.

### Расселение на территории России и бывшего СССР
В России в зоне умеренного климата распространение серой крысы сплошное. В засушливых районах, а также за Уральским хребтом севернее лесной зоны и на высокогорье, оно в основном связано с населёнными пунктами и их ближайшими окрестностями. На большей части европейского ареала серая крыса, вероятно, появилась не ранее XVII—XVIII вв.; здесь её поселения до сих пор вкраплены в ареал чёрной крысы. На обширном пространстве Центральной и Восточной Сибири серая крыса отсутствует повсюду, помимо долин некоторых рек. На севере ареала, в том числе на Чукотке и Камчатке, связана с крупными городами и населёнными пунктами в долинах рек и на морском побережье. На юге Сибири её активное расселение совпало с прокладкой Транссибирской магистрали; в Казахстане — с освоением целинных земель одновременно со строительством крупных животноводческих комплексов и дорожной сети. За 10 лет (1956—1966 гг.) серая крыса заселила большую часть Казахстана. В Ташкентском оазисе впервые была отмечена в 1948 году, а к 1981 году, двигаясь вдоль оросительных каналов, проникла в Таджикистан и Ферганскую долину.
В крупных городах европейской части России ещё к концу XX века серые крысы практически вытеснили чёрных, хотя в сельской местности чёрные крысы до сих пор широко распространены.

## Подвиды
Внутри вида Rattus norvegicus выделяют две основные линии:
- восточноазиатскую (Rattus norvegicus caraco),
- индийскую (Rattus norvegicus norvegicus).

Представители первой — аборигены Восточного Китая, естественным образом заселившие прилегающие районы. Они отличаются меньшими размерами, относительно коротким хвостом (70 % длины тела), буроватой окраской и её выраженной сезонной сменой. Обитают в Восточной Азии: Забайкалье, Дальний Восток, о. Сахалин, северо-восточная Монголия, Центральный и Восточный Китай, полуостров Корея, о-ва Хоккайдо и Хонсю (Япония). Все остальные территории заселены преимущественно представителями второй линии, которая сформировалась из приморских популяций R. n. caraco около 2000 лет назад.

## Места обитания

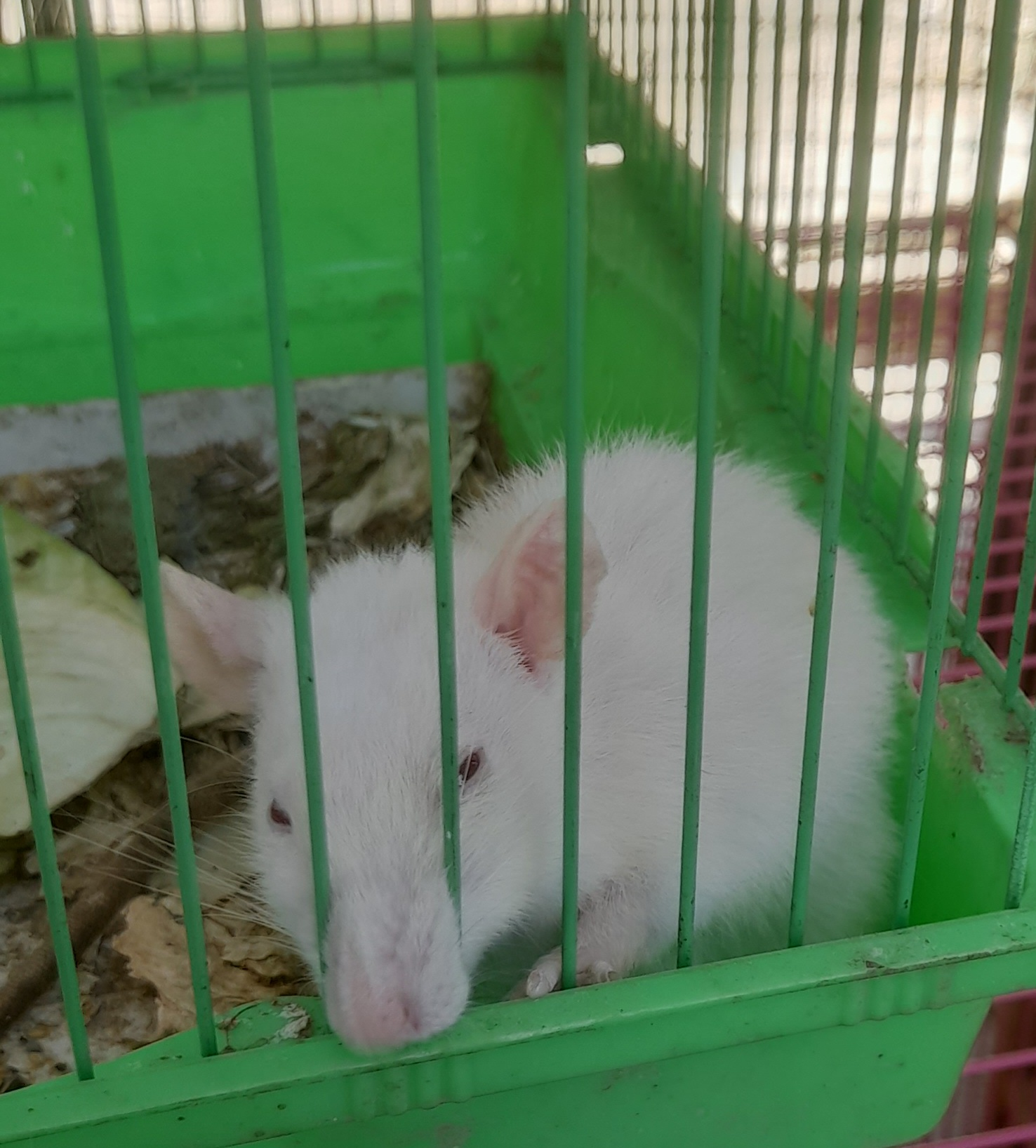
Серая крыса-альбинос, Бангалор

Серая крыса — исходно околоводный вид, в природе обитающий по берегам разнообразных водоёмов. Благодаря склонности к синантропии, всеядности, высокой исследовательской активности, быстрой обучаемости и высокой плодовитости она адаптировалась к жизни в антропогенных ландшафтах и непосредственно в постройках человека. В настоящее время по характеру связи с человеком выделяют 3 экологические зоны проживания крыс:
- северная зона, где крысы круглый год живут в человеческих постройках;
- средняя (переходная) зона, где летом они заселяют природные биотопы, в том числе литоральные, а на зиму возвращаются в постройки. Лишь часть крыс иногда остаётся зимовать в природных условиях; круглогодичны только поселения на крупных городских свалках. В европейской части ареала южная граница этой зоны проходит примерно по линии Харьков—Саратов—Нижний Новгород, за Уралом — по 50° с. ш.;
- южная зона, где значительная часть популяции круглый год живёт вне построек. На территории России это низовья Волги и Дона, а также исходный ареал на юге Дальнего Востока и на о. Сахалин, где крысы постоянно живут вдали от жилья, являясь естественным компонентом околоводных экосистем.

Серые крысы предпочитают населять пологие берега водоёмов, с хорошими защитными условиями — густой растительностью, пустотами в почве и т. п. В природных условиях роют довольно простые норы длиной 2—5 м и глубиной до 50—80 см. Внутри норы сооружают гнездовые камеры диаметром около 30 см. В качестве строительных материалов для гнезда используют любые доступные материалы: траву, листья, перья и шерсть, тряпки и бумагу. В низовьях рек в период паводка живут в дуплах или строят на деревьях простые гнёзда из веток. В антропогенных ландшафтах заселяют берега искусственных водоёмов, огороды, сады и парки, пустыри, места отдыха людей (например, пляжи), свалки, канализации, края «полей фильтрации». Обязательным условием является близость воды. В городах порой поднимаются в зданиях до 8—9 этажа, а иногда и выше. Однако предпочитают селиться в подвальных помещениях и на нижних этажах жилых и складских построек, где доступные пищевые запасы и бытовые отходы обеспечивают им кормовую базу. Особенно идеальные условия для обитания крыс являются дома имеющие мусоропроводную систему. Проникают в шахты рудников, в тоннели и шахты метро, на транспортные средства. В горах (Большой Кавказ) встречаются до 2400 м над уровнем моря в жилищах и до 1400 м над уровнем моря на огородах.

### Пути расселения
Расселялись серые крысы частично своим ходом, вдоль водных путей, но чаще при содействии человека. Перемещаются они главным образом на различном речном и морском транспорте; другими видами транспорта (железнодорожным, автотранспортом, самолётами) — значительно реже. Впервые проникая в город, расселяются с большой скоростью. Так, в начале XX века было точно прослежено заселение крысами Барнаула: в год появления они водились только в постройках пристани, на 2-й год — заняли кварталы около пристани, на 3-й — добрались до центра города, на 4-й — заняли весь город, а на 5-м году начали заселять пригородные посёлки. Примерно с той же скоростью шло заселение серой крысой Ташкента. В постройки крысы проникают через открытые входные двери (особенно в тёмное время суток) и через вентиляционные отверстия подвальных и первых этажей. Но при этом крысы могут и самостоятельно прогрызать конструктивные перекрытия построек для проникновения внутрь и создания ходов перемещения внутри здания. Причём, даже перекрытия большой толщины и сделанные из твёрдого материала (например бетон) крысы могут перегрызть.

## Образ жизни

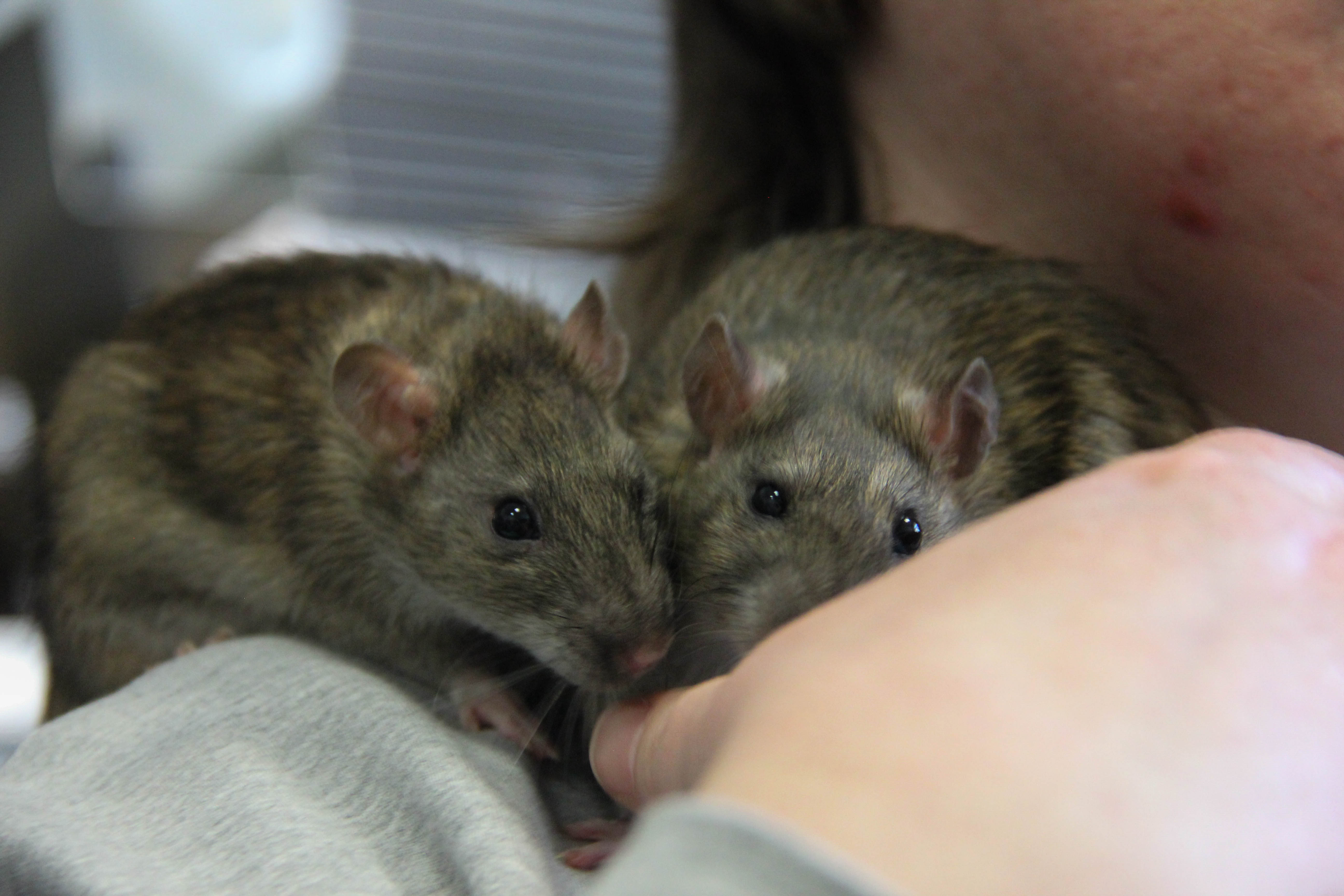
Ручные пасюки обнюхивают руки человека

Активность преимущественно сумеречная и ночная. Поселяясь вблизи человека, пасюк легко приспосабливается к его активности, изменяя свой суточный ритм. Ведёт как одиночный, так и групповой, а в природе и колониальный образ жизни. В колонии может быть несколько сотен особей, в буддийских храмах, где их постоянно подкармливают, — даже 2000. Внутри группы среди самцов существуют сложные иерархические отношения. Группа владеет территорией размером до 2000 м2, которую метит запаховыми метками и защищает от вторжения чужаков. При достатке пищи городские крысы зачастую не удаляются от своего гнезда дальше 20 м. Маршруты, по которым передвигаются крысы, обычно постоянны и проходят вдоль стен, плинтусов, труб. Они легко запоминают путь даже через сложные системы канализации. Пасюк очень умён — не случайно польский зоолог Мирослав Гущ назвал крыс «интеллигентами животного мира».
У серых крыс отсутствует пространственный консерватизм, и они охотно расселяются по новым территориям. Это подвижные животные, обладающие незаурядными физическими данными. При необходимости крыса может развить скорость до 10 км/ч, преодолевая на ходу барьеры высотой до 80 см (с места могут прыгать до 1 метра). Ежедневно крыса пробегает от 8 до 17 км. Они хорошо плавают (могут находиться в воде до 72 часов) и ныряют, подолгу держась в толще воды и даже ловя там добычу. Зрение у крыс слабое. Угол зрения составляет всего 16° и обеспечивает небольшой охват пространства; этот недостаток компенсируется частым вращением головы. Крысы воспринимают голубовато-зелёную часть спектра света и в основном всё видят в сером цвете. Красный цвет означает для них полную темноту. Чувство обоняния развито хорошо, но на небольших расстояниях. Слышат звуки частотой до 40 кГц (человек — до 20 кГц), чутко реагируют на шорохи, но чистые тона не различают. Могут селиться и успешно размножаться как в холодильниках с постоянной низкой, так и в котельных с высокой температурой. Легко выдерживают очень высокий уровень радиации — до 300 рентген/час [уточнить].
Вокализация серых крыс типична для семейства мышиных и аналогична для остальных видов рода крыс, хотя спектр издаваемых звуков довольно разнообразен. Крысы способны издавать звуки продолжительностью от тысячных долей секунды до нескольких секунд. Чаще всего серые крысы пищат. При касании или при болевых ощущениях крысята издают тихие короткие писки, слышимые человеком. При нападении или защите, а также от страха и боли и при попадании в ловушку пасюки могут пронзительно визжать. Как правило, визжит подчинённое животное, иногда более слабый самец начинает визжать ещё до начала драки при одном лишь приближении самца-доминанта.
Подробный сравнительный анализ звуков, издаваемый видами рода крыс, провёл австралийский биоакустик Кристофер Уоттс (англ. Christopher H. S. Watts):
- «Чистый» визг — последовательный ряд низкочастотных гармонических звуков относительно небольшой длительности (диапазон частот — 1—3 кГц). Издаётся при боли и страхе. Появляется у крысят на седьмом дне жизни, изначально издаётся в ответ на движение матери во время кормления ею детёнышей;
- «Хриплый» визг;
- Ультразвуковой свист — тональные звуки с единственной отчётливо выраженной гармоникой, издаваемые самцами чаще всего во время преследований и в начале драки, в ряде случаев издаётся при половом поведении или когда зверька берут в руки. Длительность очень короткая — от 30 мкс до 0,8 с;
- Шипение;
- Кашель и чихание;
- Стрекотание зубами — наряду с кашлем издаётся животными-доминантами, однако некоторые исследователи считают эти звуки проявлением тревоги.

Серые крысы остро чувствуют ультразвуковые колебания, также они воспринимают и относительно низкочастотные сигналы. Диапазон частоты слышимых звуков у крыс доходит от 0,5 до 70 кГц, а зоны оптимальной слышимости у них соответствуют звукам частотой 1—10 и 20—60 кГц.

## Питание
Серая крыса отличается от большинства грызунов повышенной животноядностью — в рационе ей непременно необходимы животные белки. В природе среди животных кормов на первом месте стоят рыба и земноводные, а также моллюски; на Дальнем Востоке пасюки активно охотятся на мелких грызунов и насекомоядных, разоряют наземные гнёзда птиц. Крысы, живущие по берегам незамерзающих морей, круглый год питаются морскими выбросами. Из растительной пищи употребляют семена, зерно, сочные части растений. Рядом с человеком пасюки питаются всеми доступными пищевыми продуктами, а также отбросами, кормами скота и птицы; нередок фекальный тип питания. Запасы делают довольно редко.
В сутки каждая крыса потребляет 20—25 г пищи, за год съедая 7—10 кг продуктов. Голодание серые крысы переносят тяжело и погибают без пищи через 3—4 дня. Ещё быстрее они гибнут без воды. Каждая крыса за сутки выпивает 30—35 мл воды; поедание влажных кормов снижает потребность в воде до 5—10 мл в сутки. Экспериментально удалось выяснить, что крысы могут нормально существовать при потреблении кормов, содержащих более 65 % влаги. Если влажность кормов составляет 45 %, крысы гибнут через 26 суток, а при 14 % — через 4—5.

## Размножение и продолжительность жизни
Репродуктивный потенциал серой крысы крайне высок. В природе крысы размножаются в основном в тёплый период года; в отапливаемых помещениях размножение может продолжаться круглый год. В первом случае выводков обычно 2—3, во втором — до 8 в год; количество детёнышей колеблется от 1 до 20, в среднем — 8—10. Уже через 18 часов после родов самки опять входят в эструс и снова спариваются. Наблюдаются 2 пика: весенний и осенний. Обилие животных кормов повышает интенсивность размножения; возрастает она и после неполной дератизации, компенсируя потери популяции.
Во время эструса самка спаривается с несколькими самцами. Беременность длится 22—24 дня; у кормящих самок может растянуться до 34 дней. Детёныши при рождении весят 4—6 г; они голые, слепые и с закрытыми слуховыми проходами. Крысы — животные-каннибалы. Мертворождённых и слабых крысят самка съедает, а самец может погубить весь выводок, в остальном самка очень заботливо относится к детёнышам, постоянно их вылизывает и поддерживает в гнезде чистоту. Молоко у неё очень питательное — в нём содержится более 8 % белков, 9 % жиров, 4 % лактозы. Часто несколько самок занимают одно выводковое гнездо и совместно занимаются потомством. Самцы в выращивании детёнышей не участвуют. Глаза у крысят открываются на 14—17 день. В 3—4 недели они становятся самостоятельными. Самки достигают половой зрелости в возрасте 3—4 месяцев, однако до 6 месяцев к размножению приступает только 1 % самок. 92 % самок остаются я́ловыми до годовалого возраста. Чем старше становятся самки, тем выше их плодовитость.
В природе пасюки живут до 3 лет, хотя 95 % особей редко доживает до 1,5 лет из-за высокой смертности молодняка, хищников и каннибализма. В естественных биотопах и агроценозах становятся добычей многих хищных млекопитающих и птиц, в постройках — домашних кошек, собак, реже иных животных. Систематическое уничтожение крыс ведёт и человек, в основном с помощью химических отрав и отлавливающих приспособлений. В лаборатории при хорошем содержании серая крыса доживает до 2—3 лет.

## Численность и значение для человека
Серая крыса — вид, находящийся в стадии расцвета. Дикие грызуны обычно не достигают высокой численности, однако пасюки, обитающие в антропогенной среде, оказались в более благоприятных условиях. Считается, что крыс на Земле чуть ли не вдвое больше, чем людей, а в крупных городах их число сопоставимо с количеством жителей. Так, в Великобритании по состоянию на 2003 год популяция серых крыс оценивалась в 60 млн особей.
Серая крыса причиняет огромный вред, поедая, загрязняя и портя разнообразные продукты питания, а также приводя в негодность различные материалы и конструкции, в том числе изоляцию электрических кабелей, различные приборы, резиновые уплотнители и т. п. Известны случаи аварий на электростанциях и общественном транспорте, вызванные крысами. При укусе давление резцов крысы достигает 500 кгс/см2, однако крыса может разрушать только металлы и сплавы с невысокой твёрдостью, не превышающей твёрдость эмали резцов, такие как медь, свинец, олово и др. К немногочисленным стойким к повреждению ими органическим материалам относятся стеклопластики и некоторые марки волокнисто-пористых наполненных полимеров. Серая крыса имеет первостепенное эпидемическое значение как природный носитель не менее 20 опасных инфекций (8 — смертельны для человека):
- желтушного лептоспироза (болезнь Вейла),
- криптоспоридиоза,
- лихорадки Ку,
- сыпного тифа,
- псевдотуберкулёза,

а в недавнем прошлом и чумы (хотя в отличие от чёрной крысы пасюки переносят её реже). Укусы крыс вызывают содоку (болезнь укуса крыс). Крысы — основной источник заражения сальмонеллёзами и эризипелоидом работников пищевой промышленности; заражение происходит через продукты, загрязнённые выделениями больных крыс. Характерна высокая степень заражения гельминтами, в том числе двумя видами цепней, опасных для человека.
Из-за причиняемого экономического ущерба и распространения инфекций крыса подвергается постоянному и интенсивному преследованию со стороны человека. Однако многовековое целенаправленное уничтожение никак не сказалось на численности и распространённости этого вида, отличающегося крайней выносливостью, осторожностью и высоким уровнем плодовитости. Напротив, ареал серой крысы продолжает расширяться, вытесняя из заселяемых областей конкурентов — чёрную крысу (Rattus rattus) в умеренной полосе Европы и туркестанскую крысу (Rattus turkestanicus) в Средней Азии.

### Одомашненная крыса

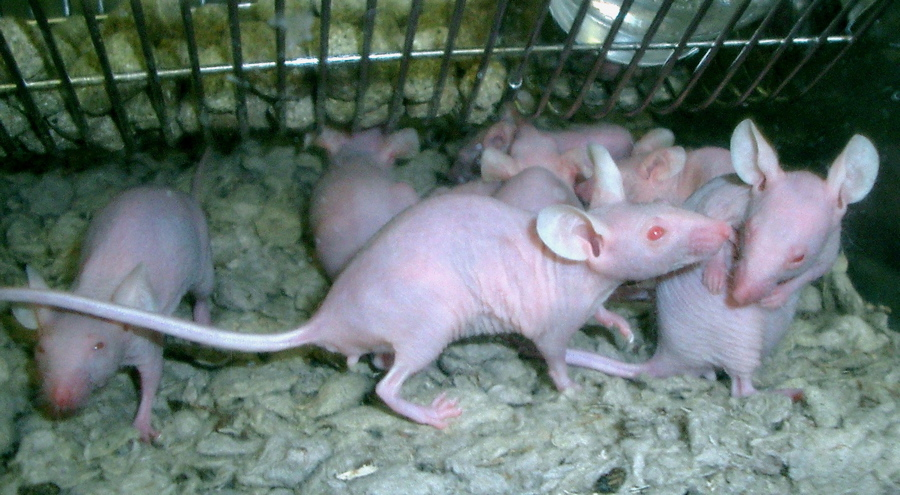
Голые лабораторные крысы

Пасюк легко приручается. Одомашненные серые крысы разводятся в большом числе в качестве лабораторных и домашних животных. Лабораторные крысы используются для постановки различных научных экспериментов в биологии, медицине, психологии и как модельные животные, поскольку они быстро плодятся в неволе и быстро достигают половой зрелости. Селекционное разведение позволило вывести несколько линий лабораторных крыс. Как правило, это альбиносы с красными глазами. В настоящее время появились трансгенные крысы; в сентябре 2003 года французским учёным удалось получить первых клонированных крыс.
Лабораторная крыса — один из самых распространённых обитателей живых уголков. В отличие от своего дикого серого предка, декоративная крыса почти утратила страх по отношению к человеку и отличается спокойным незлобивым нравом. Она легко становится ручной, несложна в содержании, чистоплотна и практически лишена запаха. При содержании в одиночку крысы, как существа социальные, испытывают психологический стресс.
Крысы (наряду с мышами и некоторыми другими грызунами) — незаменимый корм для многих плотоядных животных, содержащихся в условиях культуры — рептилий, хищных млекопитающих и птиц.